# Centella dolichocarpa
Centella dolichocarpa là một loài thực vật có hoa trong họ Hoa tán. Loài này được M.Schub. & B.-E.van Wyk mô tả khoa học đầu tiên năm 1998.